# Cimitirul Eternitatea din Botoșani
Cimitirul Eternitatea este un cimitir din orașul Botoșani (județul Botoșani). Este cel mai vechi cimitir din oraș, datând din 1880, și având în jur de 8.000 de locuri de veci. Aici este înmormântat politicianul Dimitrie Scarlat Miclescu. Tot aici este înmormântat și Tobias Gherghel, fost prefect și ministru de război și de lucrări publice, dar și sora marelui poet național Mihai Eminescu, și anume Henrietta Eminescu, decedată la Botoșani în anul 1889, locul înhumării risipindu-se în timp. De asemenea, sunt înhumate în acest cimitir și personalități locale, foști profesori ai Liceului A. T. Laurian, precum profesorul Constantin Iordăchescu sau gazetar Scipione Bădescu. 
De asemenea aici este înmormântat pictorul Ion Ipser (31 august 1926 - 31 august 2006) împreună cu familia sa.

## Secțiuni ale cimitirului

### Cimitirul Eroilor Sovietici
Cimitirul cuprinde un monument și morminte ale soldaților sovietici ce au decedat în cel de-Al doilea război mondial în împrejurimile orașului sau interiorul județului.